# Alan Bullock
Alan Louis Charles Bullock, Baron Bullock av Leafield, född 13 december 1914 i Trowbridge, Wiltshire, död 2 februari 2004, var en brittisk historiker. 
Bullock studerade klassisk litteratur och modern historia vid Wadham College i Oxford, där han tog examen 1938. Han arbetade därefter som assistent åt Winston Churchill under dennes arbete med sitt verk De engelskspråkiga folkens historia. Under andra världskriget arbetade han med BBC:s europeiska sändningar. Efter kriget verkade han som Fellow med forskning och undervisning vid New College i Oxford.
Bullock är mest känd för sin uppmärksammade biografi över Adolf Hitler, Hitler - en studie i tyranni (1952), ett av de tidigaste och mest inflytelserika verken inom ämnet i den engelskspråkiga världen. Han återkom senare till ämnet i en större gemensam biografi över Hitler och Stalin.
Bullock grundade St Catherine's College vid Oxfords universitet 1962 och var även dess första Master. Från 1969 till 1973 var han vicekansler, verkställande universitetsrektor, för Oxfords universitet.
Han utsågs till riddare av Hederslegionen 1970 och adlades som Sir Alan Bullock 1972. 1976 blev han hedersdoktor vid Open University och samma år utsågs han även till pär på livstid som Baron Bullock av Leafield. Han fortsatte dock under hela sin akademiska karriär att enbart publicera under namnet Alan Bullock.